# Papilio hesperus
Papilio hesperus är en fjärilsart som beskrevs av John Obadiah Westwood 1843. Papilio hesperus ingår i släktet Papilio och familjen riddarfjärilar. Inga underarter finns listade i Catalogue of Life.

## Bildgalleri

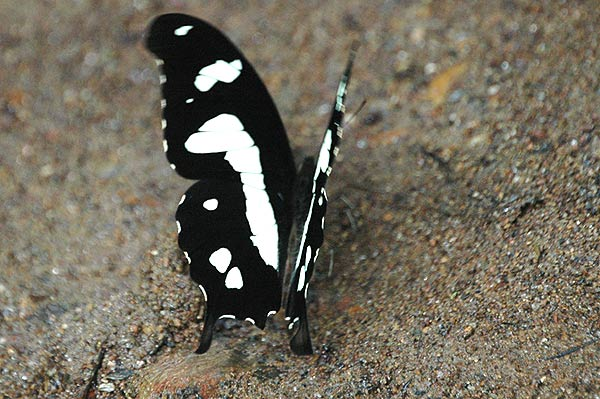